# 米尔格拉本
米尔格拉本是奥地利布尔根兰州延纳斯多夫县的一个市镇。总面积5.55平方公里，总人口450人，人口密度81.1人/平方公里（2001年）。